# Велятино
Веля́тино (у 1947—2018 роках — Велятин) — село в Україні, у Хустському районі Закарпатської області. Входить до складу Вишківської селищної громади.

## Географія
Недалеко від села знаходиться курортне село Шаян, яке відоме своїми мінеральними водами, котрі мають цілющі властивості (Шаянська).
Легенда
Протягом багатьох поколінь передається у селі Велятино народна легенда, про ватажка опришків Пинтю, якого прозвали за його богатирську силу Велетом. В легенді розповідається, як Пинтя пострілом із дерев’яної гармати знищив фортецю з каменю, що належала панам — Хустський замок.
Велятинці вважають, що цей доленосний постріл був зроблений з місцевої гори Чебринь. Якщо вірити легенді то й саме село заснував не будь-хто, а сам Пинтя Велет. Тому й назвали «Велятино» — на його честь.
За іншою версією Велятино було засноване першими поселенцями, що переховувалися від панщини, у тутешніх непрохідних лісах. Цих мужніх та гордих бунтарів, називали велетами. Звідси і пішла назва — Велятино.
Легенда легендою, а проте Пинтя — історична особа. В архівних документах, підтверджується, що Пинтя дійсно був одним із ватажків селянського повстання на Марморощині у 1703 — 1711 роках. Цілком імовірно, що загони Пинті базувалися в лісах навколо сіл Крива — Велятино. Кращого місця для опришків годі було шукати. Всі шляхи, придатні для пересування урядових каральних загонів, знаходилися на правому березі Тиси. Дістатись на протилежний берег повноводної з частими розливами ріки можна було лише за допомогою поромної переправи і то лише за сприяння сприятливої погоди. До того ж, Велятино було відгороджено від інших сіл непролазними лісами та гірським хребтом висотою 600-800 м.
Як дотепний жарт переповідають версію велятинця Ю. І. Дівинця (нар. 1910). За його словами село раніше називалося Телятин. Оскільки з теляти виростає віл (по місцевому вул), село стали називати Вулятин, а згодом почали казати Велятин.

## Історія
На думку Лискої, одного з дорадянських авторів, дослідження історії закарпатських поселень, «Велейте» або «Велийте» походить від словацького імені Велемір або Велеслав, співзвучною є назва річки біля кордону Словаччини на мапі 1324 року. На думку переважної більшості вчених, першими поселенцями на території Велятина були слов'яни. Згідно документів, починаючи з 1273 року (перша письмова згадка про Велятино), назва села не змінювалася.
Оскільки всі письмові джерела з історії Закарпаття дійшли до нас в основному угорською транскрипцією, нині важко встановити, як саме писалась і вимовлялася першоназва села. Зокрема зустрічаються такі назви Velethe, Welethe, Velete, Veleti.
Перша писемна згадка 1576 року за іншими даними 1273 рік вважається роком заснування села. Чоловік на прізвище Отговбар (хто він і звідки не відомо) обміняв ділянку землі району Тор ної на с. Гетинь, що входило в королівські володіння. У 1280 році власністю Отговбара стала територія теперішнього Велятино. Це підтвержено королівськими грамотами 1280 та 1295 років.

## Населення

### Мова
Розподіл населення за рідною мовою за даними перепису 2001 року:
| Мова            | Кількість | Відсоток |
| --------------- | --------- | -------- |
| українська      | 4482      | 97.95%   |
| російська       | 83        | 1.81%    |
| румунська       | 4         | 0.09%    |
| білоруська      | 1         | 0.02%    |
| угорська        | 1         | 0.02%    |
| інші/не вказали | 5         | 0.11%    |
| Усього          | 4576      | 100%     |

## Храми
Велятино має два православні храми: Свято-Параскевський (1700) і Свято-Іллінський(1930).
Церква св. матері Параскевії. 1876. (УПЦ МП)
Парохія існує з 1700 року.
У 1751 році йдеться про дерев’яну церкву, вкриту шинґлами, забезпечену всіма образами і книжками. Престольний хрест, свічники і дароносиця були дерев’яні.
У 1775 році згадують стару дерев’яну церкву св. матері Параскевії, з двома дзвонами, збудовану з «найсильніших і найгрубших брусів», дах якої потребував ремонту.
Тепер у селі стоїть велика мурована базилічна церква.
В деяких джерелах датою спорудження називають 1895 рік.

## Туристичні місця
- Храм Свято-Параскевський МП (1700)
- Храм Свято-Іллінський МП (1930).
- Пам'ятник Пинті Велету
- Лікувальна термальна, борна і борово-хлоридна мінеральна вода (+ 30-58° С), яка використовується в санаторії-профілакторії «Теплі води»
- Піший маршрут, до печери Пинті — опришка Велета;
- Гора Чабрин, з якої, за легендою, опришок Пинтя зробив постріл, що зруйнував замок у місті Хуст;
- Масове запізніле цвітіння підсніжників у середині березня-квітня на  вершині гори «Гаркай», за Калиничовим Лазом;
- На схилах гори Кругляк, в урочищі «Білий камінь», місце виходу вулканічних туфів;
- Єдиний сільський потік, ручно брукований потоковим камінням, у період перебування Велятина у складі Чехословаччини, який протікає через усе село;
- На західному схилі гори Широкий верх — озеро «Великі лазки», котловина якого — ступінчастий рельєф;
- На найвищій точці гори Широкий верх — горі «Чува» — десятиметровий самотній велетень — пам’ятний стовп на прикордонній смузі, який збудували мешканці села Велятино у першій половині XX століття, виносивши на своїх спинах цемент та гравій.
- На горі «Ігнатівська» катання на лижах, для цих потреб діють 2 гірськолижні витяги, довжина траси спуску для дорослих більше 1000 м., для дітей – 200 м.

## Термальні води
(Водолікарня «Теплі води»).
Лікувальна термальна, борна і борово-хлоридна мінеральна вода (+ 30-58° С), яка використовується в санаторії-профілакторії «Теплі води», видобувається із свердловини глибиною 100 м з Велятинського родовища і відрізняється високим вмістом йоду. Санаторій-профілакторій «Теплі води» працює без вихідних. Час роботи з 9:00 до 18:00.
Термальний басейн в Велятині обладнаний для цілорічного прийняття ванн. Використовується для лікування таких захворювань:
- органів опорно-рухового апарату;
- нервової системи;
- серцево-судинних захворювань;
- гінекологічних захворювань і ін.

докладініше: Термальні води Велятино